# NGC 457
NGC 457 (také známá jako Človíček, hvězdokupa E.T. nebo Caldwell 13) je otevřená hvězdokupa v souhvězdí Kasiopeji s magnitudou 6,4. Objevil ji William Herschel v roce 1787 a od Země je vzdálená přibližně 7 900 světelných let.

## Pozorování

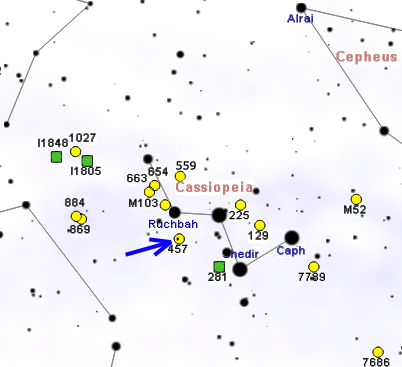
Poloha NGC 457 v souhvězdí Kasiopeji

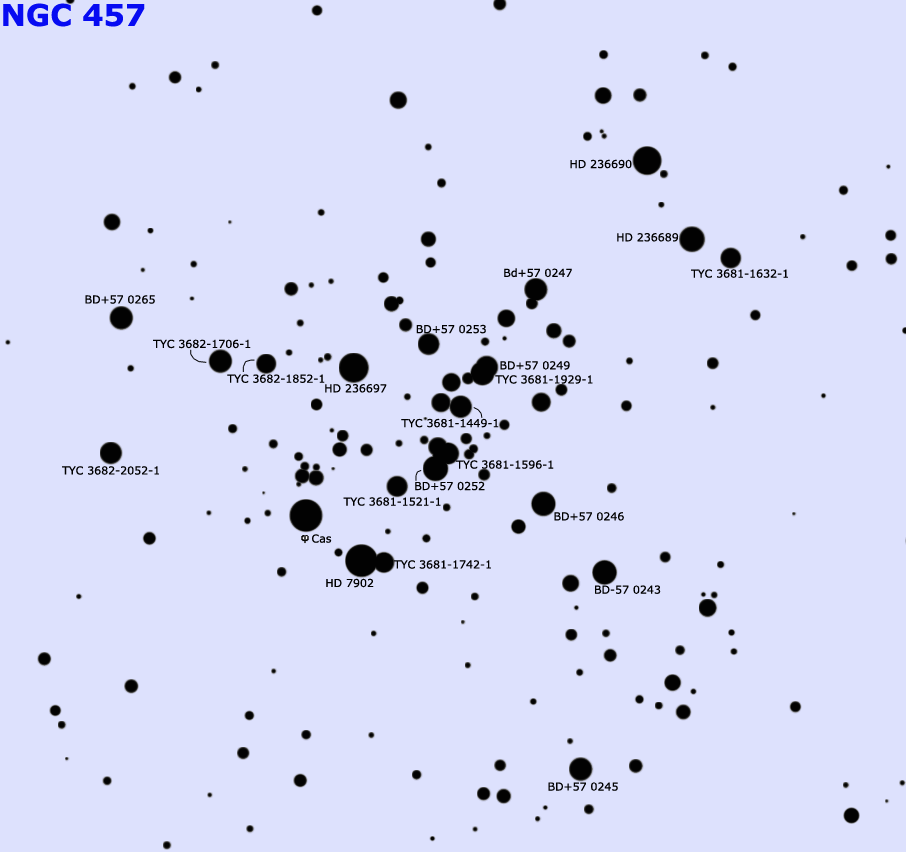
Podrobná mapa hvězd v NGC 457.

NGC 457 je jednoduše vyhledatelná a pozorovatelná hvězdokupa. Nachází se 2° jihozápadně od hvězdy δ Cassiopeiae s magnitudou 2,7 a je viditelná i triedrem 10x50, nebo ještě lépe 15x80, ve kterém již vypadá částečně rozložená na jednotlivé hvězdy. Hvězdářský dalekohled o průměru 150 mm je nejlepším nástrojem pro pozorování tohoto nebeského objektu; již při základním zvětšení je objekt dostatečně rozložen, neboť zabírá značnou část zorného pole. V dalekohledech většího průměru si můžeme povšimnout, že mnohé její nejjasnější hvězdy, včetně φ Cassiopeiae na jižní hranici hvězdokupy, jsou dvojhvězdy.
40' severozápadně od hvězdokupy se nachází menší otevřená hvězdokupa NGC 436, 3° severovýchodně jasná otevřená hvězdokupa Messier 103 a 4° západně oblast HII označená NGC 281.
NGC 457 má velkou severní deklinaci, proto je na velké části severní polokoule cirkumpolární, a to až po severní subtropické oblasti. I když největší výšky nad obzorem na večerní obloze dosahuje od září do prosince, na velké části severní polokoule zůstává viditelná celou noc. Naopak na jižní polokouli je viditelná pouze od rovníku po obratník Kozoroha a blízké oblasti na jih od něj.

## Historie pozorování
Hvězdokupu objevil William Herschel 18. října 1787, pozoroval ji pomocí zrcadlového dalekohledu o průměru 18,7 palce (475 mm) a popsal ji takto: „jasná hvězdokupa tvořená jasnými i slabými hvězdami, značně bohatá.“
Jeho syn John ji později znovu pozoroval a zařadil ji do svého katalogu mlhovin a hvězdokup General Catalogue of Nebulae and Clusters pod číslem 256.
William Herschel tuto hvězdokupu pravděpodobně pozoroval i mnohem dříve během svého výzkumu dvojhvězd. Pak by se za datum objevu dal považovat 8. srpen 1780.

## Vlastnosti
NGC 457 je hvězdokupa výrazného vzhledu. Pro svůj zvláštní tvar je hvězdokupa amatérskými astronomy nazývána Človíček, hvězdokupa E.T. nebo Sova, v angličtině pak ET Cluster, Owl Cluster,
Skiing Cluster
nebo Kachina Doll Cluster.
Dvě jasné hvězdy, φ Cas s magnitudou 5 a HD 7902 s magnitudou 7, si můžeme představit jako oči postavy či sovy a pravděpodobně se nachází o něco blíže než samotná hvězdokupa. Řetězy hvězd jdoucí do strany připomínají křídla ptáka za letu. 
NGC 457 je početné seskupení zhruba šedesáti 
nebo až 200 hvězd a od Země je vzdálená zhruba 7 920 světelných let. Spolu s dalšími okolními otevřenými hvězdokupami, jako je Messier 103, patří do ramene Persea v Mléčné dráze, což je rameno sousedící z vnější strany s ramenem Orionu, ve kterém se nachází Sluneční soustava. Jako většina ostatních hvězdokup nacházejících se v souhvězdí Kasiopeji je i tato hvězdokupa velmi mladá; její odhadované stáří je 21 milionů let.
V jejím směru se nachází několik desítek proměnných hvězd, z nichž mnoho se ve skutečnosti nachází v jiné vzdálenosti než samotná hvězdokupa. Mezi proměnné hvězdy zaručeně se nacházející ve hvězdokupě patří V466 Cas, červený obr v pokročilém stádiu vývinu patřící mezi pulzující proměnné hvězdy, dále V765 Cas, zákrytová dvojhvězda spektrální třídy B5, a další čtyři proměnné hvězdy s různým stupněm pravděpodobnosti jejich příslušnosti ke hvězdokupě. Mezi hvězdami, které se nachází ve stejném zorném poli, ale ke hvězdokupě určitě nepatří, je několik cefeid a několik hvězd typu RR Lyrae.